# 上海日本人水兵狙撃事件

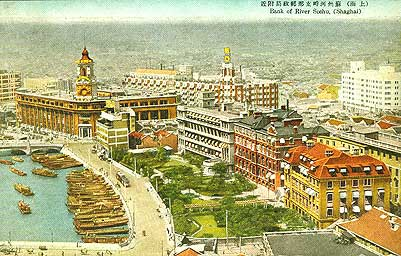
上海共同租界（1930年代）

上海日本人水兵狙撃事件（シャンハイにっぽんじんすいへいそげきじけん）は1936年9月23日に中華民国上海共同租界で発生した日本人殺傷事件。

## 背景
事件当時の中華民国では中国共産党による反日宣伝の影響が浸透しつつあった。1935年には中国共産党は抗日救国のため全国同胞に告ぐる書なる宣言を行い抗日運動の拡大を図り、親日論は影を潜めていった。また、蔣介石率いる国民政府はナチス・ドイツとの中独合作を強め、最新式の武器を得るとともに軍事顧問団を招聘し軍事力を拡大していた。ドイツ軍事顧問団は日本一国に敵を絞って対日戦を行うよう提案し、上海に堅固な陣地を構築した。ドイツの指導は日独防共協定が締結するまで続けられた。
1935年1月21日、汕頭邦人巡査射殺事件、7月10日、上海邦人商人射殺事件、11月9日、中山水兵射殺事件、1936年7月、萱生事件、8月24日、成都事件、9月3日、北海事件、9月19日、漢口邦人巡査射殺事件といった対日テロ行為が続発した。

## 事件概要
1936年9月23日午後8時20分、上海共同租界海寧路（zh）で上陸散歩中の海防艦「出雲」乗組員の水兵4名が呉淞路との交差点付近に差し掛かったところ、停車中のバスに隠れた中国人4、5名によって後方から拳銃により銃撃され、田港朝光一等水兵が死亡し、八幡良胤一等水兵、出利葉義己二等水兵が重傷を負った。事件後、負傷した3名は付近の至誠同書店に運び込まれたが右胸部と左腕に貫通銃創を受けた田港水兵は書棚にすがりつこうとして床に崩れ落ちそのまま絶命した。日本上海領事館は事件後直ちに上海工部局（zh）のジェラード警視総監及び上海市政府の瑜鴻鈞秘書長に犯人の迅速逮捕と邦人保護を要請した。第三艦隊は3個大隊の陸戦隊を居留民保護のために租界に緊急派遣した。9月24日、蔣介石は何応欽軍政部長に臨戦態勢を取るよう電令し、呉鉄城上海市長に「積極戒備」を命令した。第三艦隊司令長官から、中央に対し成都事件、漢口事件など度重なる一連の事件に対して強硬な「ジェスチャー」を示すだけでは保障は確立することはできず、これまでの対支交渉によって中国側が日本側を手ぬるいとみていることから中央においてある程度の決意を固める必要があるとした意見具申がなされた。9月24日朝、若杉総領事は萱生事件、中山水兵射殺事件などから本事件も中国人の犯行であると確信するにいたっており、呉上海市長に対しては上海工部局（zh）と連携し直ちに犯人逮捕と邦人保護を図るよう要請した。同日午後、若杉総領事は上海工部局を訪問しアーノルド市参事会議長、ジェラード警視総監、フェツセンデ秘書長に犯人逮捕と邦人保護を要請し、その了承を取り付けた。本事件の解決を見る前の10月には中山水兵射殺事件の判決が下され中国人2名に死刑判決が下された。11月11日には日比野洋行襲撃事件が起きた。12月28日には先に起きた萱生事件の判決が中国法院で下され中国人2名に死刑判決、5名に禁固刑が下されている。

## 事件の影響
外務当局は交渉を通じて司法の徹底や居留民保護を図ろうとしたが続発する事件を食い止めることが出来なかった。また、上海の事件や北海事件の処理にあたった海軍には対支膺懲の意図が強く日中戦争の勃発とその後の進展に影響を及ぼすこととなった。12月13日の西安事件後、蔣介石は剿共戦を止め対日戦に踏み切る決意をした。
1937年に入ると華北では北清事変による北京議定書に基づき駐留していた日本軍が7月7日の盧溝橋事件をきっかけに、国民党軍と戦闘を開始。7月11日に日本内地からの3個師団の派兵が決定されたが停戦協定が締結されたため即日取りやめとなった。しかし、中国側は休戦協定を破り、7月25日の郎坊事件、7月26日の広安門事件などで日本軍への攻撃が継続したため、再び派兵が決定されるものの天津軍参謀（日本軍天津駐屯部隊）や軍務課長の報告に基づいて取りやめとされたが、7月29日の通州事件では数百名の日本人・朝鮮人が中国保安隊に虐殺され日本の対中感情が大きく悪化した。
上海では8月9日に大山中尉殺害事件が起きると、8月13日に上海を包囲した数個師団に上る国民革命軍によって上海共同租界とそれを防衛する2個大隊の上海陸戦隊への全面的な攻撃が行われ、8月14日には国民革命軍による上海共同租界とフランス租界への空爆により民間人3,000名以上が死傷し、日本軍も中国各地を攻撃するなど全面戦闘の事態となり、8月15日に日本国内で上海派遣軍が編成されて大規模な事変に発展した（第二次上海事変）。